# Conselho Europeu de 17 de novembro de 2017
```

```

O Conselho Europeu de 17 de novembro de 2017 (também referido como Cimeira Social Europeia), teve ter lugar na cidade sueca de Gotemburgo no dia 17 de novembro de 2017.
Participaram os Chefes de Estado ou de Governo de quase todos os países membros da União Europeia. A reunião foi presidida por Donald Tusk (Presidente do Conselho Europeu), e dirigida por Stefan Löfven (Primeiro-Ministro da Suécia) e Jean-Claude Juncker (Presidente da Comissão Europeia).

Um documento com 20 pontos - uma Carta de Princípios - foi assinado pelos representantes da Comissão Europeia, do parlamento Europeu e do Conselho Europeu, abarcando aspetos do mercado de trabalho, do acesso ao emprego e da formação contínua. Stefan Löfven e Jean-Claude Juncker vão compilar um relatório do encontro, até ao fim de novembro, para ser apresentado no próximo Conselho Europeu em dezembro.

## Presidência
A Cimeira foi presidida por Donald Tusk, o Presidente do Conselho Europeu.

## Ordem do dia
Entre os pontos de destaque da ordem do dia, estiveram a criação de emprego, o crescimento económico, o mercado de trabalho e a sustentabilidade da segurança social - os elementos do chamado Pilar Social.

## Uma Carta de Princípios
O documento aprovado na cimeira elenca 20 princípios como base de um Pilar Europeu dos Direitos Sociais.
Capítulo I: Igualdade de oportunidades e acesso ao mercado de trabalho

- 1. Educação, formação e aprendizagem ao longo da vida
- 2. Igualdade entre homens e mulheres
- 3. Igualdade de oportunidades
- 4. Apoio ativo ao emprego

Capítulo II: Condições de trabalho justas

- 5. Emprego seguro e adaptável
- 6. Salários
- 7. Informações sobre as condições de emprego e proteção em caso de despedimento
- 8. Diálogo social e participação dos trabalhadores
- 9. Equilíbrio entre a vida profissional e a vida privada
- 10. Ambiente de trabalho são, seguro e bem adaptado e proteção de dados

Capítulo III: Proteção e inclusão sociais

- 11. Acolhimento e apoio a crianças
- 12. Proteção social
- 13. Prestações por desemprego
- 14. Rendimento mínimo
- 15. Prestações e pensões de velhice
- 16. Cuidados de saúde
- 17. Inclusão das pessoas com deficiência
- 18. Cuidados de longa duração
- 19. Habitação e assistência para os sem-abrigo
- 20. Acesso aos serviços essenciais